# Polyrhachis personata
Polyrhachis personata é uma espécie de formiga do gênero Polyrhachis, pertencente à subfamília Formicinae.